# ハリソン東芝ライティング
ハリソン東芝ライティング株式会社（ハリソンとうしばライティング、英語: HARISON TOSHIBA LIGHTING Corporation）は、かつて存在した産業用光源機器メーカーである。

## 概要
東芝グループで産業用光源機器を手がけており、かってはウェッジベースランプで世界シェア40％、液晶バックライト用冷陰極放電灯で世界シェア60％を占めていた。
1944年に東京芝浦電気（現:東芝）の疎開工場として発足。立地場所として今治市が選ばれた理由として「海陸交通の要衝で製品および原材料の輸送に便利である」、「他に石炭･ガスの大口消費者がなく、工場設立に際して最も需要とされるガスの供給を十分なガス発生炉を持つガス会社から優先的に受けられる」、「綿業地で企業の転廃業による遊休工場がある」がある。
戦後に東芝が過度経済力集中排除法の適用を受けた事を受けて分離独立され「ハリソン電機株式会社」として設立された。設立に当たっては東芝系列の日興実業と四国配電（現:四国電力）および地元有力者と従業員が出資した。社名の「ハリソン」は発明王として知られるトーマス・エジソンが炭素電球を生み出したアメリカ合衆国ニュージャージー州ハリソンから採られた。
創業当初は家庭用電球などを手がけていたが、1965年にウェッジベースランプ（自動車用小型電球）、1986年に液晶バックライト用光源（冷陰極放電灯）の生産を開始し主に産業用光源を手がけるようになった。2000年には東芝ライテックの産業機器用光源事業を移管され、東芝グループの産業用機器光源事業が同社に一本化された。
冷陰極放電灯の需要増加を背景に本社工場内に新工場を建設するなど増産を進めてきたが、世界的な不況や海外企業との競争などで経営が悪化。主力事業の冷陰極放電灯事業の海外子会社への生産移管や横須賀事業所の閉鎖などが進められた。2010年には主力事業の海外子会社移管に伴い、約580名について国内の東芝グループ各社に配置転換を示す方針を示したが、配転に応じたのは約120名にとどまった。このため早期退職を促す新たな制度を作り、全従業員の約4割弱にあたる約470名が早期退職制度に応募し5月末までに退職した。
東芝グループの照明事業のグループ再編に伴い2012年10月1日をもって当時の親会社である東芝ライテックに吸収合併され消滅した。愛媛県今治市の本社工場は、東芝ライテック今治事業所となった。ハリソンからは技術者ら数十人が本社の開発部門などに異動し、国内2社、海外8社の関連会社は新会社に引き継がれた。 

## 事業所
- 今治本社･本社工場 - 愛媛県今治市旭町5-2-1
- 東京事務所 - 東京都品川区
- 中部支店 - 愛知県名古屋市西区

## 沿革
- 1943年
  - 5月 - 東京芝浦電気が木原商店の綿布工場（本工場となる）を買収。
  - 10月 - 興業舎の2つの綿布工場（それぞれ第1分工場、第2分工場となる）を買収。
- 1944年
  - 4月 - 稀土処理工場、一部操業開始。
  - 6月 - 電球工場、操業開始。
  - 10月 - 「東京芝浦電気今治工場」が正式に発足。
- 1945年
  - 8月 - 今治空襲により本工場･第2分工場･社宅の一部が焼失。
  - 12月 - 残存工場で一般照明用電球、化学製品の生産開始。
- 1946年
  - 1月 - 安定抵抗管の生産開始。
  - 2月 - 鉱山安全灯用電球の生産開始。
  - 5月 - 鉄道信号灯用電球の生産開始。
- 1947年5月 - 豆球･自動車用小型電球･特殊電球の生産を順次開始。
- 1949年4月 - 今治工場化学科廃止。
- 1950年
  - 2月 - ハリソンマークの一般照明用電球･漁業船舶用電球の生産･販売開始。
  - 5月 - 「ハリソン電機株式会社」として分離独立。
- 1951年
  - 1月 - 商標「ハリソン」登録手続完了。
  - 8月 - 自動車電球用コイルの製造開始。
- 1952年2月 - 東芝との協議により一般照明用電球の小売を3月より東芝販売ルートを譲渡し、「ホープマーク」の電球生産を決定。
- 1953年7月 - 新事務所を建設。
- 1954年12月 - 東芝より自動車用小型電球の設計業務等を継承。
- 1956年
  - 3月 - パール電球製作所での当社発注の小型電球の生産開始。
  - 5月 - 東芝への豆球納入開始。
- 1957年
  - 1月 - 小型電球、生産開始。自動車用のセミシールドタイプヘッド球、生産開始。
- 1959年11月 - 東芝大阪工場から一般照明用電球の製造設備を移設。
- 1960年7月 - 東芝へウインカー球納入開始。
- 1961年4月 - 東芝へダッシュ球納入開始。
- 1965年10月 - ウェッジベースランプの試作生産開始。
- 1967年4月 - 大輝電球株式会社を吸収合併し、大輝支社となる。
- 1968年
  - 7月 - 大輝支社で表示用ネオンランプの生産開始。
  - 12月 - 東芝横須賀工場から一般照明用150W･200W球の設備一部を移設。
- 1969年
  - 4月 - 一般照明用150W･200W球の生産開始。小型排気済球の生産開始。
  - 5月 - ライフ電球と業務提携。
  - 11月 - 四国電球製作所発足。
- 1970年
  - 11月 - トーヨ電球製作所発足。中央電気工業所発足。
  - 12月 - 大輝支社、大阪支社に名称変更。株式会社ミツワ電気商会発足。大阪支社でネオンランプワイド型の一部生産開始。
- 1972年
  - 7月 - 本社工場にてネオンランプ生産開始。
  - 8月 - 四国電球製作所にテール球製造設備の一部を移設。
- 1973年8月 - イナン電気株式会社を設立。
- 1974年
  - 4月 - 東京営業所を開設。
  - 6月 - イナン電気にウェッジベーラランプ、冷蔵庫内灯の製造設備移設を開始。
  - 10月 - 四国電球製作所が閉鎖。
- 1975年
  - 1月 - 愛媛電球協同組合設立。
  - 5月 - イナン電気に鉱山灯･H-11タイプへット球製造設備移設。
  - 12月 - 有限会社フォックス設立。
- 1976年
  - 4月 - フォックス、生産開始。
  - 7月 - 協和電気の株式取得。
- 1980年
  - 3月 - ハリソン興産株式会社を設立。
  - 11月 - 新工場落成。
- 1978年
  - 4月 - 大阪支社を大阪工場、大阪営業所に名称変更。
  - 10月 - イナン電気の株式取得。
- 1980年
  - 1月 - 有限会社ジョーナン電子発足。
  - 3月 - ハリソン興産株式会社を設立。
  - 6月 - 中央電気工業所から有限会社桜井電気工業所へ法人設立。
  - 11月 - 新工場落成。
- 1981年10月 - 営業部に輸出課を設置。
- 1982年
  - 4月 - 表示機器開発部発足、表示機器販売開始。
  - 5月 - 東京事務所を東京営業所に改称。アロー電子の株式取得。ニューバイピンランプ･ミニハロゲンランプの生産開始。
  - 9月 - T-5･6ウェッジベッスランプ生産開始。
- 1983年
  - 1月 - 情報表示板用電球の生産開始。
  - 3月 - フォックス、解散。
  - 8月 - T-10ウェッジベースランプ･キセノンランプ生産開始。
- 1984年
  - 1月 - 小型ハロゲン、生産開始。
  - 2月 - T-5･6ウェッジ生産開始。
  - 4月 - 東芝横須賀工場よりウェッジ球の生産開始。
- 1985年9月 - 自動車用ハロゲンランプ（H-5タイプ）生産開始。
- 1986年
  - 5月 - 機械工場落成。
  - 7月 - 大阪工場にてキセノンガス入り冷陰極放電灯（HCB）の生産開始。
  - 12月 - 桜井電気工業所、解散。
- 1987年
  - 4月 - ミニベースランプ生産開始。
  - 10月 - 自動車用LCD表示機器、生産開始。
  - 12月 - 大阪工場で水銀入り冷陰極放電灯（HMB）生産開始。
- 1988年
  - 3月 - 技術棟が完成。
  - 4月 - 読取り用LEDチップアレイ生産開始。
  - 6月 - 今治シーエーティーブィに資本参加。LCDバックライト用光源（HMB）生産開始。
  - 9月 - 自動車用ハロゲンランプ（AHLⅢ）生産開始。
  - 10月 - 韓国に合弁会社錦東電球社（当社49％）設立。
- 1989年
  - 4月 - 冷陰極放電灯（FXG･HMW）生産開始。
  - 5月 - 北米における販売会社PICC設立。
  - 10月 - 第3製造課（放電灯製造）発足。
  - 12月 - 錦東電球社、工場竣工。HMB（HMW）バックライトユニットの生産開始。
- 1990年4月 - 英国VCH社に資本参加。表示機器部発足。
- 1991年5月 - 第2工場落成。
- 1993年4月 - 情報システム部が経理部事務管理課から独立。
- 1994年4月 - T-10ダブルポートウェッジベースランプ、VCH社に移設。
- 1995年
  - 4月 - 中国に昆山大和電光有限公司社（当社63.9％、後に昆山和利電機照明有限公司に社名変更）を設立。教育推進センター新設。
  - 8月 - VCH社増資し、当社の出資比率が49.9％となる。
  - 9月 - T-5ダブルポートウェッジベースランプ設備、錦東電球社に移設。
- 1996年
  - 4月 - ISO推進室、業務部、開発部を新設。
  - 5月 - VCH社増資し、当社の出資比率が61.6％となる。
  - 8月 - ハリソンシンガポール社を設立。
- 1997年9月 - ジョーナン電子、解散。
- 1998年
  - 3月 - 昆山和利電機照明有限公司増資し、当社の出資比率が92.9％となる。
  - 4月 - ハリソン米国社を設立。
  - 7月 - 氷見電機工業所、解散。
- 1999年
  - 3月 - 大阪工場を閉鎖。筆頭株主が東芝から東芝ライテックに移動。
  - 4月 - ハリソンアメリカ社とPICC社が合併。SLI（旧VCH）株式売却。
- 2000年
  - 3月 - 第3工場が落成。
  - 4月 - ハリソンアメリカ社と東芝ライテック米国社が合併。
  - 10月 - 東芝ライテックの産業機器事業部門と統合し「ハリソン東芝ライティング株式会社」に社名変更。
- 2001年8月 - ハリソンエンジニアリングコリア株式会社を設立。
- 2002年
  - 4月 - 株式会社ハリソン光技術研究所を設立。
  - 11月 - 台湾哈利盛東芝照明股份有限公司を設立。
- 2010年
  - 1月 - 3月末までに放電灯製造部門の大半を中国、韓国の子会社に、OA機器用部品製造部門の一部をタイの子会社に移管する事を発表[6]。
  - 5月 - 早期退職制度により、5月末までに全従業員の4割弱にあたる470名が退職。
- 2011年9月 - 横須賀事業所を閉鎖。
- 2012年10月1日 - 親会社の東芝ライテック株式会社へ吸収合併され消滅。[7]

## 主な子会社・関連会社
- イナン電気（車載用小形電球の製造）
- ハリソン光技術研究所（次世代の産業用光源および光源応用技術の開発）
- ハリソン興産（福利厚生事業受託）
- ハリソン東芝ライティング米国社
- 東芝照明フランス社
- 東芝電器貿易有限公司
- ハリソンエンジニアリングコリア社
- 東芝ライテック香港社